# Bill Cowher
William Laird Cowher (Crafton, 8 maggio 1957) è un ex giocatore di football americano e allenatore di football americano statunitense che ha allenato i Pittsburgh Steelers dal 1992 al 2006 e alla vittoria del Super Bowl nel 2005. Nel 2020 è stato inserito nella Pro Football Hall of Fame.

## Carriera da allenatore

### Assistente allenatore
Cowher iniziò la carriera di allenatore a 28 anni sotto la direzione di Marty Schottenheimer con i Cleveland Browns. Fu allenatore degli special team nel 1985–86 e dei defensive back nel 1987–88 prima di seguire Schottenheimer ai Kansas City Chiefs nel 1989 come coordinatore difensivo. Fu finalista per il ruolo di capo-allenatore dei Cincinnati Bengals nel 1991 dopo l'addio di Sam Wyche ma fu superato da Dave Shula, presumibilmente perché il proprietario dei Bengals Mike Brown vide somiglianze tra se stesso e Shula nel modo in cui i rispettivi padri (Don Shula e Paul Brown) li misero in ombra in molti aspetti.

### Pittsburgh Steelers
Cowher divenne il 15º allenatore della storia degli Steelers quando succedette a Chuck Noll il 21 gennaio 1992, il secondo allenatore della squadra dalla fusione AFL-NFL del 1970. Sotto la gestione di Cowher, gli Steelers ebbero un immediato miglioramento dopo una stagione deludente da 7–9 l'anno precedente, salendo a 11–5 e guadagnando il fattore campo nei playoff della AFC dopo che la squadra aveva mancato i playoff per sei volte negli ultimi sette anni. Nel 1995, all'età di 38 anni, divenne l'allora allenatore più giovane a guidare la sua squadra al Super Bowl. Cowher divenne il secondo allenatore della storia della NFL a guidare la squadra ai playoff in tutte le sue prime sei stagioni, dopo Paul Brown.
Nelle 15 stagioni di Cowher, gli Steelers vinsero otto titoli di division, si qualificarono dieci volte per i playoff, giocarono 21 partite della post-season, raggiungendo sei volte la finale di conference e qualificandosi per due Super Bowl. È uno dei sei allenatore della storia ad avere vinto almeno sette titoli di division. Alla fine della stagione 2005, gli Steelers avevano il miglior record di qualsiasi squadra della NFL dalla sua assunzione.
Il 5 febbraio 2006, gli Steelers vinsero il Super Bowl XL battendo i Seattle Seahawks 21–10, dando a Cowher il suo primo titolo. Fino al Super Bowl, le squadre di Cowher avevano fatto registrare un record di 108–1–1 quando si erano trovate in vantaggio di almeno 11 punti.
Il 5 gennaio 2007, Cowher si dimise dopo 15 anni come capo-allenatore. Il suo record finale fu di 161–99–1, inclusi i playoff.

## Record come capo-allenatore
| Squadra | Anno   | Stagione regolare | Stagione regolare | Stagione regolare | Stagione regolare    | Playoff | Playoff | Playoff                                                      |
| Squadra | Anno   | Vinte             | Perse             | Pareggiate        | Posizione            | Vinte   | Perse   | Risultato                                                    |
| ------- | ------ | ----------------- | ----------------- | ----------------- | -------------------- | ------- | ------- | ------------------------------------------------------------ |
| PIT     | 1992   | 11                | 5                 | 0                 | 1° nella AFC Central | 0       | 1       | Uscì all'AFC Divisional Game contro i Buffalo Bills          |
| PIT     | 1993   | 9                 | 7                 | 0                 | 2° nella AFC Central | 0       | 1       | Uscì all'AFC Wild Card Game contro i Kansas City Chiefs      |
| PIT     | 1994   | 12                | 4                 | 0                 | 1° nella AFC Central | 1       | 1       | Uscì all'AFC Championship Game contro i San Diego Chargers   |
| PIT     | 1995   | 11                | 5                 | 0                 | 1° nella AFC Central | 2       | 1       | Perse il Super Bowl contro i Dallas Cowboys                  |
| PIT     | 1996   | 10                | 6                 | 0                 | 1° nella AFC Central | 1       | 1       | Uscì all'AFC Divisional Game contro i New England Patriots   |
| PIT     | 1997   | 11                | 5                 | 0                 | 1° nella AFC Central | 1       | 1       | Uscì all'AFC Championship Game contro i Denver Broncos       |
| PIT     | 1998   | 7                 | 9                 | 0                 | 3° nella AFC Central | -       | -       | -                                                            |
| PIT     | 1999   | 6                 | 10                | 0                 | 4° nella AFC Central | -       | -       | -                                                            |
| PIT     | 2000   | 9                 | 7                 | 0                 | 3° nella AFC Central | -       | -       | -                                                            |
| PIT     | 2001   | 13                | 3                 | 0                 | 1° nella AFC Central | 1       | 1       | Uscì all'AFC Championship Game contro i New England Patriots |
| PIT     | 2002   | 10                | 5                 | 1                 | 1° nella AFC North   | 1       | 1       | Uscì all'AFC Divisional Game contro i Tennessee Titans       |
| PIT     | 2003   | 6                 | 10                | 0                 | 3° nella AFC North   | -       | -       | -                                                            |
| PIT     | 2004   | 15                | 1                 | 0                 | 1° nella AFC North   | 1       | 1       | Uscì all'AFC Championship Game contro i New England Patriots |
| PIT     | 2005   | 11                | 5                 | 0                 | 2° nella AFC North   | 4       | 0       | Vinse il Super Bowl contro i Seattle Seahawks                |
| PIT     | 2006   | 8                 | 8                 | 0                 | 3° nella AFC North   | -       | -       | -                                                            |
| Totale  | Totale | 149               | 90                | 1                 |                      | 12      | 9       |                                                              |

## Palmarès
- Super Bowl : 1

Pittsburgh Steelers: Super Bowl XL
- American Football Conference Championship: 2

Pittsburgh Steelers: 1995, 2005
- Allenatore dell'anno: 1

1992
- Pro Football Hall of Fame (Classe del 2020)